# Антон Дяков (певец)
 Тази статия е за българския певец.  За българския военен деец вижте Антон Дяков (офицер).  
Антон Борисов Дяков e български оперен певец.

## Биография

### Ранни години
Антон Борисов Дяков е роден на 9 декември 1934 г. в София, в семейството на прависта и дипломат Борис Антонов Дяков. По бащина линия е внук на героя от Балканската и Междусъюзническата война полк. Антон Дяков, който с полка си първи превзема Тутраканската крепост на 6 септември 1916 година, която тогава е в границите на Румъния. Загива на 15 септември същата година в сражение до село Крушари, Добричко и е погребан в гробищата на Добрич. Неговото име носи село Полковник Дяково край Добрич. По линия на майка си, Надежда Белчева, е правнук на учителя на Иван Вазов, Партений Белчев.
Покрай дипломатическата дейност на баща си със семейството си живее до 10-годишната си възраст в Мадрид, Париж, Белград, Анкара и Истанбул. Връщат се в София след 9 септември 1944 г., където Антон Дяков завършва прогимназия и гимназия. От това време датират и първите му изяви като певец. Следва в Софийската политехника и се дипломира като архитект с отличен. Същевременно продължават и певческите му изяви – става солист на хор „Гусла“, печели няколко конкурса – най-напред студентски, а след това и национални, за млади оперни певци. Работи под ръководството на диригента проф. Асен Димитров.
Започва работа като архитект в „Минпроект“ и „Главпроект“. През 1961 г. е включен в колектив, който трябва да прави градоустройствения план на сирийския град Латакия, но по същото време се открива специализация по архитектура в Рим и той отива в италианската столица.

### Творчество
В Рим работи като архитект, но и посещава Римската консерватория „Санта Чечилия“. Приет е като единствен чужденец в студиото на Римската опера. Изявите му впечатляват най-големите италиански специалисти в оперното пеене за времето си и насърчен от тях той за кратко време става известен в римските музикални среди. Помага му и големият български бас Борис Христов, който го препоръчва за ученик на прочутия вокален педагог маестро Луиджи Ричи.
Дебютът му на професионална оперна сцена е на 23 юни 1962 г. в ролята на Фараона от „Аида“ в римския амфитеатър в „Терме ди Каракала“. Изявата му е впечатляваща, защото след две седмици следва покана за записи на операта „Борис Годунов“ за френската грамофонна фирма „Пате Маркони“. Пее заедно с Борис Христов, Димитър Узунов и американското сопрано Евелин Лир под диригентството на Андре Клюитанс. В студиото е чут от директора на Метрополитен опера в Ню Йорк Рудолф Бинк, който му предлага договор за три сезона. Дебютира в Ню Йорк през 1963 година. Същевременно става член на операта във Франкфурт на Майн по покана главния диригент Ловро фон Матачич. Така започва неговата световна кариера, която включва роли в най-големите европейски оперни театри – Лондон, Париж, Мадрид, Брюксел, Атина, Парма, Торино, Щутгарт, Манхайм, Лион, Марсилия, Тулуза, Цюрих, Йоханесбург и много други.
През 1965 година е поканен от именития маестро Херберт фон Караян да участва в световноизвестния Залцбургски фестивал. Там дебютира с ролята на Варлаам в „Борис Годунов“, а ролята на Борис е първата в Залцбург на Николай Гяуров. Тази изява на Антон Дяков го прави любимец на публиката и слага началото на 10-годишно творческо и човешко приятелство с Херберт фон Караян.
След Залцбург пред него се отварят вратите на Миланската скала и на най-големите европейски оперни фестивали. Почти всички европейски радиостанции го канят за записи, които общо наброяват над 1600, и се излъчват постоянно. Той прави и над 30 записа на грамофонни плочи и компактдискове. Оперният му репертоар обхваща 101 роли – от бароковата класика до съвременността, изпети на 85 сцени по света.
От 1968 година се установява в Базел, Швейцария и става постоянен първи бас на операта в града. От 1968 до 2000-ата година изпява на тази сцена 87 премиерни роли и изиграва над 1700 представления. По Радио „Берн“ и Радио „Женева“ води серия от предавания за славянската вокална музика и корените на православната музика. Вписан е в почетната книга на Залцбург. Част от ролите му се съхраняват в архива на Виенската фонотека.

### Отново в България
През 1991 година, след среща с покойния бивш президент на България Желю Желев в Берн, тогавашната посланичка на България в Швейцария Елена Кирчева му съдейства да си възстанови българското гражданство. През май 1991 година, след 30-годишно отсъствие, се връща в България и получава признанието за голям певец със световна слава и титлата „доктор хонорис кауза“ за заслугите му към европейската култура. Българската национална телевизия прави за него филм в две части „Триумфиращият Антон Дяков“. В София оперният певец среща и съпругата си Росица Дякова-Гатева, лекар педиатър, с която сключва брак през 1995 година. През 2005 година бившият президент Георги Първанов го награждава с орден „Св. св. Кирил и Методий“ първа степен.
Умира на 24 юни 2016 г. в Базел, Швейцария